# 鈴木慶一
鈴木 慶一（すずき けいいち、1951年8月28日 - ）は、日本の男性音楽家、ムーンライダーズのボーカル、リーダー。シンガーソングライター、作詞家、作曲家、編曲家、音楽プロデューサー、俳優としても活動する。本名同じ。
父は俳優の鈴木昭生。弟は同じムーンライダーズのベーシストである鈴木博文。

## 来歴・人物
東京都大田区東糀谷出身。新設当時の東京都立羽田高等学校卒業。
高校卒業後、浪人して大学受験をするために予備校に通うも3日で辞める。職も探せば無かったわけではないので、何とかなるだろうと思ったという。

1970年に鈴木の母親が勤めていた会社でアルバイトをしていたあがた森魚と出会い、本格的な音楽活動を開始。はっぴいえんどのサポートメンバーを経験した後、加入を希望したが果たせず、自らのグループはちみつぱいを結成。

はちみつぱい解散後、1975年に実弟である鈴木博文らとムーンライダーズを結成。翌1976年にアルバム『火の玉ボーイ』を発売。

1984年1月、鈴木さえ子と結婚。結婚を機に大田区の実家から東京都世田谷区の一軒家へ転居。1986年から1991年のムーンライダーズ活動休止期間は、鈴木さえ子のアルバムプロデュースなどを手掛ける。1991年頃に鈴木さえ子と離婚、離婚後はさえ子が世田谷区の一軒家を出て行き、慶一が一人その家に残ったという。
その後、1990年代に入ってからは「音楽を作るモチベーションを上げるためには何でもやる」として、ジャン・コクトーが描いた「ピカソのポートレート」のタトゥーを入れた。また部屋が汚いことで有名で、1998年放送のTOKYO FM『ナイトワープ Eno@Home』では、部屋中にCDや本、新聞が大量に積まれ、奥に行くには数回飛ばなければならない。2階に行く階段も滅茶苦茶で、使ってないベッドも洋服が堆積しており、親子連れに「おばけ屋敷」と言われたこともあり、帰れないこともあったと述べている。
ムーンライダーズ以外の音楽ユニットとしては、1981年には高橋幸宏とのコンビでTHE BEATNIKSを結成、断続的に活動し、2018年までに6枚のアルバムをリリース、ライブ活動を行う。実弟の鈴木博文とはユニット・THE SUZUKIでも断続的に活動。他に「Beautiful Songs」（矢野顕子・大貫妙子・奥田民生・宮沢和史）としてアルバム、「秩父山バンド」、「No Lie-Sense」（ケラリーノ・サンドロヴィッチとのユニット）としてシングルおよびアルバム、「P.K.O.」（Panta Keiichi Organizationの略、PANTAとのユニット）としてアルバム、「鈴木マツヲ」（松尾清憲とのユニット）としてシングルとアルバム、「Three Blind Moses」（棚谷祐一、小谷和也とのユニット）としてシングルを発表。ライブのみでは「ロウガンズ」（泉谷しげる、どんと、高田渡）、大江戸兄弟（友田真吾）、野宮真貴とのユニットなど多数がある。
2008年、曽我部恵一プロデュースによるソロ・アルバム『ヘイト船長とラヴ航海士』で第50回日本レコード大賞優秀アルバム賞を受賞した。
メンバーのかしぶち哲郎の病状悪化により、2011年11月11日、ムーンライダーズの「無期限活動休止」を発表。その後も、2013年に逝去したかしぶち哲郎の追悼ライブや、鈴木慶一自身の活動45周年記念ライブ、バンド結成40周年などの折に「活動休止の休止」を行い、チューリップ、THE ALFEE、センチメンタル・シティ・ロマンスと共に長期間活動している。
2013年7月、元カーネーションの矢部浩志らと新たにControversial Sparkを結成。11月にはKERAと結成したNo Lie-Senseの1stアルバムを発売。
映画音楽も手がけ、2003年公開の北野武監督の『座頭市』では、第36回シッチェス・カタロニア国際映画祭（スペイン）最優秀音楽賞、第27回日本アカデミー賞最優秀音楽賞を受賞。「アウトレイジ 最終章」で第41回日本アカデミー賞。漫画雑誌『COMIC CUE』では漫画の原作（作画：やまだないと）を担当したこともある。
CM音楽では代表曲として、宮崎美子が着替えるシーンでブームを起こした「いまのキミはピカピカに光って」（作詞・糸井重里、歌・斉藤哲夫、ミノルタカメラ）、素人の出演者が正確に歌っているのに音痴に聞こえるメロディラインが話題を呼んだ「きいてアロエリーナ きいてマルゲリータ」（マンナンライフ）などがある。
音楽プロデューサーとしては、PANTA & HAL、野宮真貴、杏里、糸井重里、藤真利子、クリス、原田知世、あがた森魚およびヴァージンVS、ハルメンズ、カーネーション、ISSAY、渡辺美奈代、桐島かれん（高橋幸宏と共同）、cali≠gari、高田渡、ceroなどのアルバムを手がけている。
他のアーティストへの楽曲提供も多く、坂本龍一、立花ハジメ、宮崎美子、チロリン、伊藤つかさ、安田成美、野田幹子、ザ・ぼんち、宮村優子、吉田拓郎、うどん兄弟他多数。
ゲームミュージックにおいては、糸井重里がプロデューサーを務めた任天堂発売の『MOTHER』及び続編の『MOTHER2 ギーグの逆襲』の楽曲を田中宏和と連名で手掛けた。前者で使用された「エイトメロディーズ」は音楽教科書に採用されたこともある。ゲーム音楽では『リアルサウンド 〜風のリグレット〜』も担当。
2023年、芸術選奨文部科学大臣賞受賞。

## ディスコグラフィ

### The SUZUKI
- The Suzuki meets GREAT SKIFFLE AUTREY（1990年）
- The Suzuki ’95（1995年）
- The Suzuki meets 栗コーダーカルテット（1998年）

### Controversial Spark
- After Intermission (2019年)

### 鈴木マツヲ
- One Hit Wonder（2023年）

### ソロ・アルバム
- 火の玉ボーイ（1976年、鈴木慶一とムーンライダース名義）
- S.F.（1978年、鈴木慶一プロデュース、「宇宙からの物体X」名義）
- SUZUKI白書（1991年）
- THE LOST SUZUKI TAPES（1993年、未発表曲＆テイク集）
- TOKYO TARO is living in Tokyo（1993年、東京太郎名義）
- satelliteserenade（1994年、suzuki K1 >> 7.5cc名義）
- Yes, Paradise, Yes | M.R.B.S.（1999年、suzuki K1 >> 7.5cc名義）
- No.9（2004年、Keiichi Suzuki with moonriders名義）
- 鈴木慶一CM WORKS ON・アソシエイツ・イヤーズ（1977-1989）（2007年、CM音楽集）
- ヘイト船長とラヴ航海士（2008年）
- シーシック・セイラーズ登場!（2009年）
- Keiichi Suzuki:Music for Films and Games（2010年、サウンドトラック集）
- ヘイト船長回顧録 In Retrospect（2011年）
- Records and Memories（2015年）

### コンピレーション・アルバム
- 謀らずも朝夕45年（2016年）
  - ムーンライダース他所属バンドの楽曲、ソロアルバム、他アーティストへの提供曲で構成

### 楽曲提供
- フジテレビ『ママとあそぼう!ピンポンパン』
  - 「ロボラボ・ピンポンパン」（1981年）
    - 作詞：阿久悠、作曲：小林亜星、編曲：鈴木慶一

  - 歌：井上佳子、ビッグ・マンモス、ミュージックメン、ピンポンパンちびっこ合唱隊、ザ・チャープス
- 坂本龍一「SAYONARA」（1991年）
  - 作詞：鈴木慶一、作曲・編曲：坂本龍一
- 沢田研二「坂道」（1991年）
  - 作詞：覚和歌子、作曲：鈴木慶一、編曲：吉田建

## 劇伴

### ゲーム
- MOTHER（1989年）
- MOTHER2 ギーグの逆襲（1994年）
- リアルサウンド 〜風のリグレット〜（1997年）

### 映画
- 良いおっぱい悪いおっぱい（1990年）
- うずまき（2000年）
- チキン・ハート（2002年）
- 座頭市（2003年）
- ゲゲゲの女房（2010年）
- アウトレイジ（2010年）
- アウトレイジ ビヨンド（2012年）
- 龍三と七人の子分たち（2015年）
- アウトレイジ 最終章（2017年）
- 再開の奈良（2021年）
- PLASTIC（2023年）[15]
- 福田村事件（2023年）[16]
- 片思い世界（2025年） - ストリートミュージシャン 役で出演（ムーンライダーズとして）[17]

### テレビドラマ
- GHOST SOUP（1992年、フジテレビ）
- 朝ドラ殺人事件（2012年、NHK総合）
- 大河ドラマ大作戦（2012年、NHK総合）
- 怪奇恋愛作戦（2015年1月 - 、テレビ東京）
- 女子的生活（2018年、NHK総合）
- 三浦部長、本日付けで女性になります。（2020年、NHK総合）

### アニメ映画
- 東京ゴッドファーザーズ（2003年） - 鈴木慶一とムーンライダーズ名義
- 聖☆おにいさん（2013年）
- 若おかみは小学生!（2018年）
- 化け猫あんずちゃん（2024年） - おしょーさん 役で出演（ロトスコープ実写パートおよび声の出演）[18]

### テレビアニメ
- ドクター秩父山（1988年） - 秩父山バンド名義
- NO.6（2011年）
- Dororonえん魔くん メ〜ラめら（2011年） - 鈴木慶一とムーンライダーズ名義
- おそ松さん（2017年） - おそ松さんズ with 松野家6兄弟 名義（作詞、歌唱）

### OVA
- 赤色エレジー（2007年）

## 出演

### テレビ番組
- 笑っていいとも!（1980年代 - 1990年代に数回出演）テレフォンショッキングゲスト
- モグラネグラ（1993年4月5日 - 9月30日、テレビ東京） - 鈴木杏樹と「W鈴木」と称してレギュラー出演
- えびす温泉（1994年 - 1997年、テレビ朝日） - 司会
- 佐野元春のザ・ソングライターズ シーズン2（2010年7月31日・8月7日、NHK教育）
- ムジカ・ピッコリーノ（2015年4月3日 - 2016年8月19日、NHK教育） - リヒャルト船長役

### ラジオ番組
- ROCK OF ALL AGES（毎週日曜日、ミュージックバード、2007年4月1日[19] ‐ 2008年9月28日[20]）‐ 全国コミュニティFMでも聴取可能であった
- ライブビート（毎月最終水曜日担当、NHK-FM放送、2004年4月28日 - 2010年3月24日、2016年3月27日・2016年4月1日） - 英国BBCのライブ録音を取り上げている
- SOUND AVENUE 905（水曜日担当、TBSラジオ、2015年9月29日 - 2016年3月23日）

### CM
- ミノルタ（斉藤慶子と共演）
- 日本マクドナルド（宮沢りえと共演）
- トヨタ（本上まなみと共演）
- シマノ（江口洋介と共演）
- au (通信)
- 崎陽軒
- 養命酒（原田美枝子と共演）
- 味の素健康サララ（香取慎吾と共演）
- パナホーム

### テレビドラマ（出演）
- アルファベット2/3（1992年4月 - 6月）
- 朝ドラ殺人事件（2012年3月27日 - 28日、NHK総合） - 斎藤九 役
- 女子的生活（2018年1月5日 - 1月26日、NHK総合） - 水族館の職員 役
- オリバーな犬、 (Gosh!!) このヤロウ（NHK総合） - 志村 役
  - シーズン1（2021年9月17日 - 10月1日）[21]
  - シーズン2（2022年9月20日 - 10月4日）[22]
- ミッドナイト屋台〜ラ・ボンノォ〜 第1話（2025年4月12日、東海テレビ・フジテレビ） - 草加部晋 役[23]

### 配信ドラマ（出演）
- ペンション・恋は桃色3（2025年1月10日〈予定〉 - 、FOD） - タカシ 役[24]

### 映画（出演）
- 僕は天使ぢゃないよ（1977年） - ラム亭の主人 役
- 良いおっぱい悪いおっぱい（1990年） - 中原三郎 役
- Love Letter（1995年） - 藤井樹（男）の父・精一役で冒頭の法事のシーンのみ出演
- スワロウテイル（1996年） - 楠木 役
- PiCNiC（1996年） - 牧師 役
- ボディドロップアスファルト（2000年） - 野村 役
- 世田谷リンダちゃん（2005年）
- 赤い文化住宅の初子（2007年） - ラーメン屋店主 役
- ゲゲゲの女房（2010年） - 都筑睦夫 役
- もらとりあむタマ子（2013年） - 坂井啓介 役
- 海のふた（2015年） - お父さん 役
- ラストレター （2020年） - 遠野幸吉 役
- his（2020年） - 緒方 役
- ちょっと思い出しただけ（2022年） - タクシードライバー役
- ほとぼりメルトサウンズ（2022年） - タケ 役[25]
- ちひろさん（2023年） - 浮浪者のおじさん 役[26]
- ファーストキス 1ST KISS（2025年）[27]
- BAUS 映画から船出した映画館（2025年） - タクオ 役[28]
- THE オリバーな犬、(Gosh!!)このヤロウ MOVIE（2025年公開予定） - 志村 役[29]

## 著書
- 甘利俊一、鈴木慶一、細野晴臣、近藤譲、 冨田勲 著『ムーグ・ノイマン・バッハ』ソフトバンククリエイティブ (COMPUTOLOGY BOOKS) 、1988年1月1日。ISBN 4930795877
- 鈴木慶一 著『火の玉ボーイとコモンマン―東京・音楽・家族 1951‐1990』新宿書房、1989年10月1日。ISBN 4880081264
- 『ロック画報読本 鈴木慶一のすべて』Pヴァイン (ele-king books) 、2017年3月17日。ISBN 978-4907276706
- 鈴木慶一、宗像明将 著『72年間のTOKYO、鈴木慶一の記憶』株式会社blueprint (RealSound Collection) 2023年12月26日。ISBN 978-4909852472